# Realtime Associates
Realtime Associates ist ein US-amerikanischer Entwickler und Publisher von Videospielen.

## Geschichte
Das Unternehmen wurde 1986 von David Warhol und einer Gruppe ehemaliger Mitarbeiter von Mattel Electronics gegründet, um Spiele für das Intellivision-System zu entwickeln. Ein bedeutender Geschäftszweig ist dabei die Portierung bereits bestehender Spiele auf alternative Systeme im Auftrag des jeweiligen Rechteinhabers. Im April 1994 wurde von Steve Ettinger Griptonite Games in Redmond als Tochterunternehmen von Realtime Associates unter dem Namen Realtime Associates Seattle Division gegründet. Ettinger übernahm Auftragsarbeiten für Realtime Associates, bevor Warhol ihn bat, ein Tochterstudio in Seattle aufzubauen.

## Videospiele (Auswahl)
- AAAHH!!! Real Monsters
- All Star Baseball 2000
- Barbie's Ocean Discovery
- Barney's Hide and Seek
- Battle Stations
- Beavis and Butt-head
- BreakThru!
- Bug!
- Bug Too!
- Caesar's Palace
- Candy Land Adventure
- Captain America and the Avengers
- Casper: Friends Around the World
- Caterpillar Construction Zone
- Charlie Blast's Territory
- Crusader: No Remorse (Portierung)
- Dick Tracy
- Elmo's Letter Adventure
- Elmo's Number Journey
- Frank Thomas Big Hurt Baseball
- Fun House
- Genesis
- Gex 64: Enter the Gecko
- Intellivision Lives!
- Iron Man and X-O Manowar in Heavy Metal
- LeapPad
- LeapTrack Series 1
- LeapTrack Series 2
- Loom (Portierung)
- Magic Crayons
- Magic The Gathering: Battlemage
- Maniac Mansion (Portierung)
- Monster Truck Rally
- NBA Live '97
- NBA Live '98
- NHL Hockey
- Normy's Beach Babe-o-Rama
- Out of Gas
- Pico
- Pocahontas
- Q*bert (Portierung)
- Q*Bert 3
- Re-Mission
- Ready For Reading and Ready For Math
- Ren & Stimpy in Quest for the Shaven Yak
- Richard Scarry's Busiest Day Ever
- Rugrats: Scavenger Hunt
- Sküljagger: Revolt of the Westicans
- Socks the Cat Rocks the Hill (unreleased)
- Star Wars: Return of the Jedi
- Tails and the Music Maker
- The Berenstain Bears' A School Day
- The Berenstain Bears' Camping Adventure
- The Land Before Time: Return to the Great Valley
- The Lion King: Adventures at Pride Rock
- The Rocketeer
- Toon Jam
- Video Jam
- Warlock
- Word Zap
- Wordtris
- WWF Monday Night Raw Wrestling